# Нашиці
Нашиці (хорв. Našice) — місто в східній Хорватії, на сході історичної області Славонія, адміністративно підпорядковане Осієцько-Баранській жупанії.

## Географія
Нашиці — містечко на північних схилах гори Крндія за 51 км на південний захід від центру жупанії — Осієка. Розташоване на автостраді M3 Вараждин—Вировитиця—Нашиці—Осієк та на залізничній лінії Загреб—Копривниця—Осієк.

## Економіка
Головний рід занять — сільське господарство і риболовля на рибних угіддях площею 11 км². Основні галузі промисловості: металообробка, виробництво цементу (на підприємстві «Našice cement»), видобуток каміння. Також розвивається деревообробна, текстильна і харчова галузь.

## Населення
Населення громади за даними перепису 2011 року становило 16 224 осіб, 1 з яких назвала рідною українську мову. Населення самого поселення становило 7888 осіб.. За національним складом населення розподілялося таким чином:
- хорвати — 15 145 мешканців (87,44 %)
- словаки — 964 (5,57 %)
- серби — 727 (4,2 %)
- албанці — 34 (0,2 %) та ін.[3]

Динаміка чисельності населення громади:
Динаміка чисельності населення центру громади:

## Населені пункти
Крім поселення Нашиці, до громади також входять:
- Брезик-Нашицький
- Церемошняк
- Црна Клада
- Градаць-Нашицький
- Границі
- Єлисаваць
- Ладжанська
- Лила
- Лонджиця
- Маклошеваць
- Марковаць-Нашицький
- Мартин
- Полубаше
- Рибняк
- Розмаєроваць
- Велимироваць
- Вукоєвці
- Золян

## Клімат
Середня річна температура становить 11,05 °C, середня максимальна — 25,22 °C, а середня мінімальна — -5,46 °C. Середня річна кількість опадів — 716 мм.
| Клімат поселення                              | Клімат поселення | Клімат поселення | Клімат поселення | Клімат поселення | Клімат поселення | Клімат поселення | Клімат поселення | Клімат поселення | Клімат поселення | Клімат поселення | Клімат поселення | Клімат поселення | Клімат поселення |
| Показник                                      | Січ.             | Лют.             | Бер.             | Квіт.            | Трав.            | Черв.            | Лип.             | Серп.            | Вер.             | Жовт.            | Лист.            | Груд.            |                  |
| Середній максимум, °C                         | 6,30             | 7,99             | 12,50            | 17,06            | 22,29            | 25,22            | 25,04            | 24,49            | 20,27            | 14,95            | 9,13             | 5,14             |                  |
| Середня температура, °C                       | 0,41             | 2,10             | 6,62             | 11,16            | 16,41            | 19,34            | 21,30            | 20,75            | 16,54            | 11,20            | 5,40             | 1,40             |                  |
| Середній мінімум, °C                          | −5,46            | −3,78            | 0,75             | 5,28             | 10,52            | 13,45            | 17,57            | 17,01            | 12,80            | 7,46             | 1,66             | −2,34            |                  |
| Норма опадів, мм                              | 45               | 43               | 42               | 55               | 66               | 93               | 65               | 63               | 53               | 63               | 71               | 57               |                  |
| Середньомісячна швидкість вітру, м/с          | 2.20             | 2.40             | 2.70             | 2.60             | 2.30             | 2.10             | 2.10             | 1.90             | 1.90             | 2.00             | 2.11             | 2.21             |                  |
| Середньомісячна сонячна радіація, кДж/м²·день | 4224             | 6920             | 10846            | 15271            | 19327            | 21248            | 22227            | 20166            | 14901            | 9234             | 4817             | 3599             |                  |
| --------------------------------------------- | ---------------- | ---------------- | ---------------- | ---------------- | ---------------- | ---------------- | ---------------- | ---------------- | ---------------- | ---------------- | ---------------- | ---------------- | ---------------- |
| Джерело:                                      |                  |                  |                  |                  |                  |                  |                  |                  |                  |                  |                  |                  |                  |